# Ali Akbar Sanatis museum

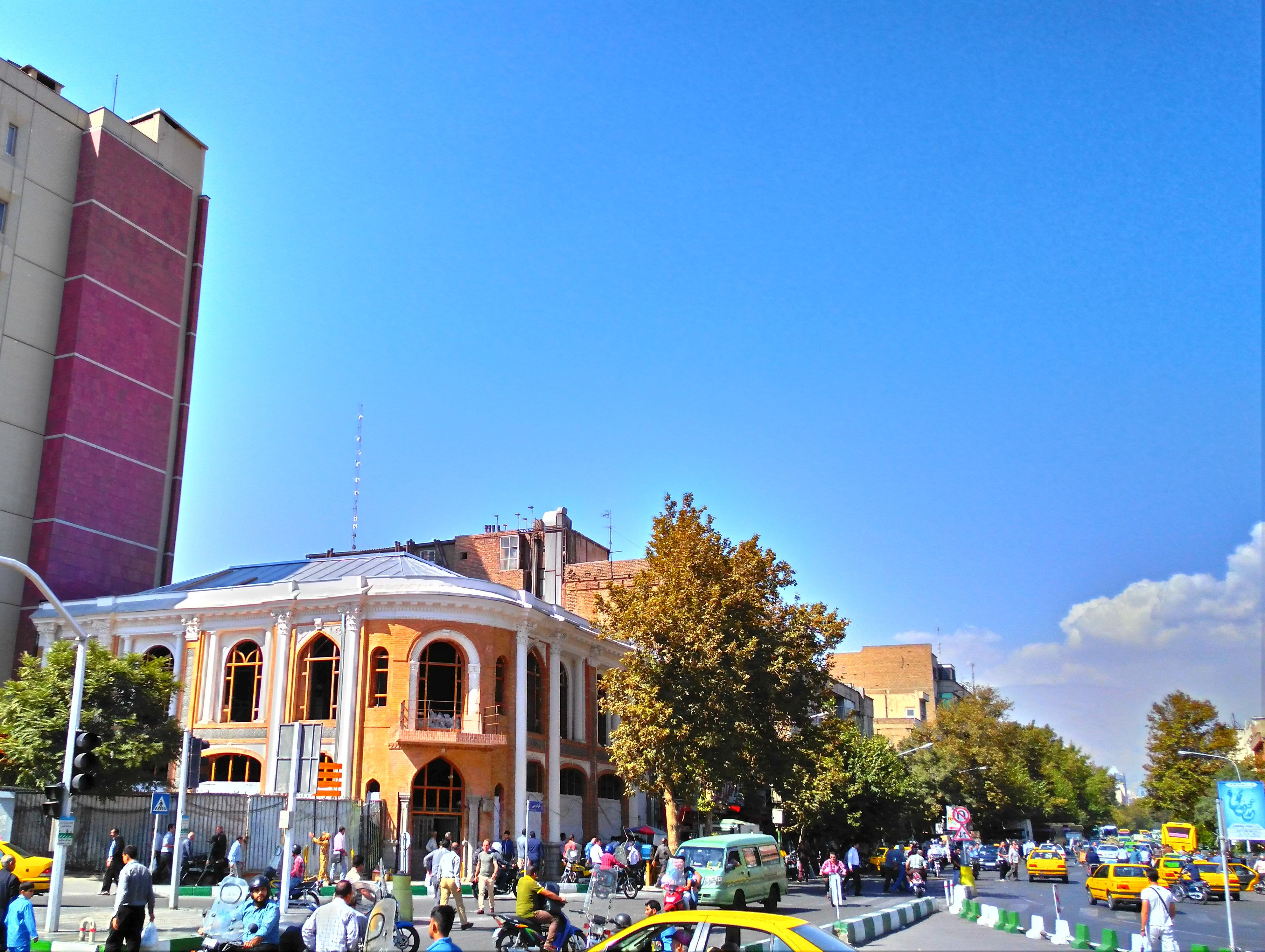
Ali Akbar Sanatis museum.

Ali Akbar Sanatis museum (persiska: موزه استاد صنعتی) är ett museum grundat 1946 som ligger i Irans huvudstad Teheran. Museet bygger på en samling av läraren Sanati målningar och skulpturer. Sanati har skapat cirka 6 000 målningar och fler än 1 000 sten-, gips- och bronsstatyer som representerar majoriteten av Irans litterära och vetenskapliga personligheter, och många av dessa arbeten förvaras i museet. Museet hyser även en teater, en porträttsal och ett antropologimuseum.